# Playa del Guadalhorce
La playa del Guadalhorce es una playa del distrito de Churriana de la ciudad de Málaga, en Andalucía, España. Se encuentra situada entre las playas de Guadalmar y Sacaba. Se trata de una playa semiurbana de arena oscura situada en el litoral oeste de la ciudad, en la desembocadura del río Guadalhorce, junto al paraje natural homónimo. Tiene unos 950 metros de longitud y unos 60 metros de anchura media. Es una playa poco frecuentada y apenas sin servicios.